# Messieurs les ronds-de-cuir (film, 1936)
Pour les articles homonymes, voir Messieurs les ronds-de-cuir (homonymie).
Pour plus de détails, voir Fiche technique et Distribution.
Messieurs les ronds-de-cuir est un film français de Yves Mirande sorti en 1936 d'après le roman de Georges Courteline.

## Synopsis
Une série de portraits d'employés de bureau farfelus au ministère des Dons et Legs.

## Fiche technique
- Titre : Messieurs les-ronds-de-cuir
- Réalisation, scénario  et dialogues : Yves Mirande
  - d'après les personnages des romans "Messieurs les ronds-de-cuir" et "Femmes d'amis" de Georges Courteline
- Directeurs de la photographie : Charles Van Enger, Charlie Bauer
- Musique : Armand Bernard et André Hornez
- Montage : Maurice Serein et M. J. Yvanne
- Production : Paris-Ciné-Films
- Pays de production :  France
- Format :  Son mono  - Noir et blanc - 1,37:1
- Genre : Comédie
- Durée : 100 Minutes
- Date de sortie : 
  - France: 15 décembre 1936
- Affiche : Roger Cartier (France)

## Distribution
- Lucien Baroux : Lahrier
- Gabriel Signoret : le Père Soupe
- Pierre Larquey : le conservateur du musée de Val en Bresse
- Josette Day : Mme Chavarax
- Saturnin Fabre : Letondu
- Arletty : la belle-sœur de la Hourmerie
- Roger Duchesne : Chavarax
- Armand Lurville : La Hourmerie
- Betty Spell : Mlle De Rocroy, la théâtreuse
- Jeanne Véniat : Mme La Hourmerie
- Paul Faivre : Van Der Hogen
- Jean Tissier : M. Nègre, le directeur
- André Numès Fils : Sainthomme
- Georges Bever : Ovide
- Léonce Corne : le chef du service des expéditions
- Émile Saulieu : le concierge
- Simone Chobillon

## À propos du film
Henri Diamant-Berger tourna en 1958 une nouvelle version de "Messieurs les ronds-de cuir", faisant la part belle à des fantaisistes tels que Philippe Clay, Jean Poiret, Michel Serrault, Jean Richard. Lucien Baroux, reprenant du service, tenait alors le rôle du père Soupe.